# Schnauzer gigante
El schnauzer gigante (en alemán: Riesenschnauzer) es una raza de perro de trabajo que se desarrolló en el siglo XVII en Alemania. Es la más grande de las tres variedades de la raza schnauzer, siendo las otras dos el schnauzer estándar (tamaño mediano) y el schnauzer miniatura (tamaño pequeño).

## Historia
Los Schnauzers gigantes primero surgieron de Suabia en el estado alemán de Baviera y Württemberg en el siglo XVII. Estos Schnauzers gigantes originales eran considerados una versión de pelo duro de las razas pinscher alemanas, y su tipo de pelaje se creía que les ayudaba a soportar los duros inviernos alemanes y picaduras de insectos. Los orígenes de la raza no son claros, pero algunas fuentes especulan que la raza se originó a través de una combinación de gran Danés de color negro, pastor alemán, rottweiler, dóberman, bóxer, boyero de Flandes, pastor de Turingia, y el Schnauzer estándar.

### Función
El Schnauzer gigante fue criado originalmente como un perro de granja destinado a utilidades múltiples que iban desde la protección de los bienes inmuebles hasta conducir a los animales de granja al mercado para su venta. A principios del siglo XX el Schnauzer gigante fue utilizado como un perro guardián en las fábricas, en las cervecerías, carnicería y corrales de toda Baviera. Era desconocido fuera de Baviera hasta que fue utilizado como perro militar en la Primera Guerra Mundial y Segunda Guerra Mundial.
En tiempos modernos, el schnauzer gigante se utiliza como perro policía; estando capacitado para el entrenamiento de obediencia, agility, pastoreo, búsqueda y rescate, schutzhund, y también participa en las exhibiciones caninas de conformación. El enfoque de muchos clubes europeos de Schnauzer no es tanto el show o exposición canina, sino la capacidad de trabajo de la raza. En varios países, entre ellos Alemania, los perros deben alcanzar primero un título en Schutzhund antes de que puedan calificar como campeones en conformación. En Europa, la raza se considera más un perro de trabajo que un perro de exposición.

### Popularidad
Los primeros Schnauzers gigantes fueron importados a los Estados Unidos en la década de 1930, pero siguieron siendo poco comunes hasta la década de 1960, cuando la raza se hizo popular. En 1962, había 23 schnauzers gigantes nuevos inscritos en el American Kennel Club, en 1974 esta cifra era de 386, para 1984 era de más de 800 y en 1987 fue de alrededor de 1000 animales. En 2012, hubo 94 perros registrados, frente a los 95 de 2011.

## Descripción

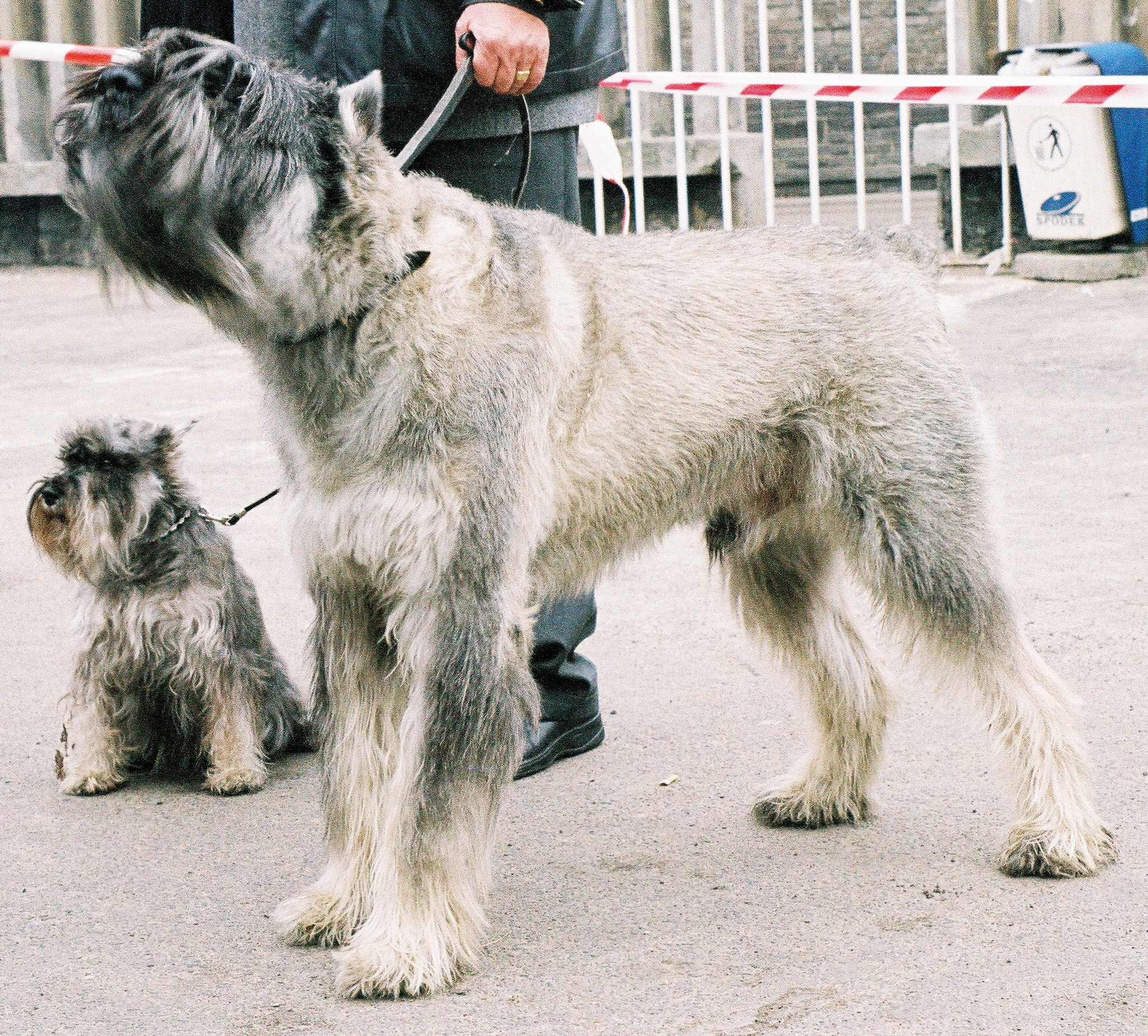
Un Schnauzer gigante sal y pimienta junto con un Schnauzer miniatura del mismo color.

### Apariencia
Aunque se le llama Schnauzer gigante, el 'Gigante' no es una comparación con otras razas de perros grandes, como el gran danés o el san bernardo.
Su peso promedio va de los 32 a los 45 kg y mide entre 60 y 70 cm de altura a la cruz. Su cuerpo debe ser de forma cuadrada, y debe ser similar a una versión más grande del Schnauzer estándar. La cola y las orejas por lo general son siempre cortadas —donde sea legal hacerlo—. Si las orejas están sin cortar, serán pequeñas llevadas en lo alto de la cabeza. La cabeza debe ser la mitad de la longitud de la espalda del perro, cuando la espalda se mide desde la cruz hasta la base de la cola.
El pelaje debe ser denso, duro y resistente a la intemperie. El pelo en la cara debe formar una distintiva "barba" con cejas tupidas. La forma correcta de caminar será con un trote rápido, firme y vigoroso. Vienen en dos colores: negro sólido, y un patrón llamado "sal y pimienta", donde mechones de pelo negro, gris y blanco se entremezclan en el pelaje del perro. Algunos criadores creen que los Schnauzers de color sal y pimienta son más dóciles que sus contrapartes de pelaje color negro.

### Temperamento
Debido a la función para la que fue criado, el Schnauzer Gigante es desconfiado con los extraños y puede ser muy territorial. Una vez introducido a los elementos o personas nuevas, suele aceptar las nuevas situaciones. Tiene el potencial para ser agresivo, como cualquier raza de perro utilizada para guarda y defensa, por lo que es necesario que los propietarios le proporcionen un entrenamiento básico de obediencia, pero sobre todo, se debe socializar desde cachorro para evitar cualquier conducta o actitud indeseables. Por regla general son perros reservados y se llevan bien con los niños. Son muy inteligentes, lo que lleva a que se aburran fácilmente, y como son muy enérgicos y activos, requieren de estimulación mental (entrenamiento) y física (ejercicio), ya que sin éstas cosas el aburrimiento puede conducir a que manifiesten comportamientos indeseables o destructivos. La ventaja de esta raza es que son fáciles de entrenar, y profundamente leales a sus dueños.

### Cuidados
Requiere de arreglo regular. Su barba puede recoger partículas de alimentos, y necesita ser limpiada con frecuencia. Si participa en exposiciones caninas su pelaje necesita ser atendido con una técnica llamada stripping, la cual consiste en retirar de forma manual el pelo muerto, esto se hace a mano y es un proceso que se debe llevar a cabo cada dos o cuatro semanas —dependiendo del calendario de exposiciones. Si son solamente mascotas, el manto no necesita ser atendido con tanta frecuencia y se puede recortar para facilitar su mantenimiento.

## Salud
En la raza son comunes la displasia de cadera y la displasia del codo. También son propensos a problemas en los ojos tales como queratoconjuntivitis seca, glaucoma, cataratas, displasia retinal, y atrofia progresiva de la retina generalizada. Tienen tendencia a padecer enfermedades de la piel, algunas de manera estacional como alopecia, vitiligo, y quistes foliculares. El cáncer presenta la mayor incidencia en perros de color oscuro, las variedades más frecuentes son melanoma de las extremidades y los dedos, y carcinoma de células escamosas del dedo. Los tumor de la piel no cancerosos también son comunes.
El Kennel Club de Reino Unido llevó a cabo un estudio de salud en 2006, acerca de los problemas de salud que podrían afectar a la raza. De acuerdo a la encuesta, el promedio de vida del Schnauzer gigante en Reino Unido fue de alrededor de 10 años, siendo menor que la media general de 11 años y 3 meses en otras razas de tamaño similar. Las causas más comunes de muerte en Schnauzers gigantes fueron linfoma y cáncer de hígado (41%), seguido de ataque cardíaco e insuficiencia cardíaca (15.4%).